# گلوریا تاتو
گلوریا تاتو (انگلیسی: Gloria Thato؛ زادهٔ ۱۱ ژانویهٔ ۱۹۸۹) بازیکن فوتبال اهل آفریقای جنوبی است.
از باشگاه‌هایی که در آن بازی کرده‌است می‌توان به اشاره کرد.
وی همچنین در تیم ملی فوتبال آفریقای جنوبی بازی کرده‌است.